# Marias klobbarna
Marias klobbarna är öar i Finland. De ligger i landskapet Österbotten, i den sydvästra delen av landet, 290 km nordväst om huvudstaden Helsingfors.